# CCL1
CCL1（英語：Chemokine (C-C motif) ligand 1）是一小分子的细胞因子属于CC趋化因子家族，是由活化的T细胞分泌的糖蛋白。CCL1与细胞表面的趋化因子受体CCR8结合。CCL1对单核细胞，自然杀伤细胞，未成熟的B细胞和树突状细胞有细胞趋化作用。人类的CCL1基因与许多CC趋化因子的基因相邻聚集在第17染色体上.